# Lương Văn Được Em
Lương Văn Được Em (sinh năm 1985 tại Hồng Ngự, Đồng Tháp) là một cầu thủ bóng đá Việt Nam hiện đang thi đấu cho TĐCS Đồng Tháp tại giải hạng nhất..
Anh là cầu thủ khá đa năng, đã từng thi đấu qua các vị trí trung vệ, tiền vệ trung tâm, tiền vệ trái và hiện nay là tiền đạo. Gia nhập TĐCS Đồng Tháp từ năm 16 tuổi, năm 2003, anh cùng các đồng đội đoạt chức vô địch Giải vô địch bóng đá U18 Việt Nam trong màu áo U18 câu lạc bộ. Sau một thời gian thi đấu dưới dạng cho mượn ở Tây Ninh để tích lũy thêm kinh nghiệm, Được Em về lại Đồng Tháp và ở những mùa giải sau đó, anh liên tục có mặt trong đội hình 1 Đồng Tháp. Năm 2006, anh được huấn luyện viên Alfred Riedl gọi lên đội tuyển Olympic Việt Nam tham dự Asiad 15. Năm 2010, Được Em cùng 2 cầu thủ khác là Sỹ Cường và Hồng Tiến lần đầu tiên được huấn luyện viên Henrique Calisto gọi vào đội tuyển Việt Nam chuẩn bị cho trận giao hữu gặp Eintracht Frankfurt ngày 12 tháng 5.
Ở mùa giải V League 2012, anh thi đấu cho Navibank Sài Gòn. Mùa giải 2013, sau khi Navibank Sài Gòn giải thể, anh cùng với Duy Khanh quay trở lại Đồng Tháp và ký hợp đồng có thời hạn 2 năm với câu lạc bộ

## Thành tích
- Giải vô địch bóng đá hạng nhất Việt Nam: 1 lần vô địch

2006
- Giải bóng đá Đại hội TDTT Toàn quốc:

Huy chương bạc 2006
- Giải vô địch bóng đá U21 Việt Nam

Hạng 3 2003 và 2004